# Giant Sequoia National Monument

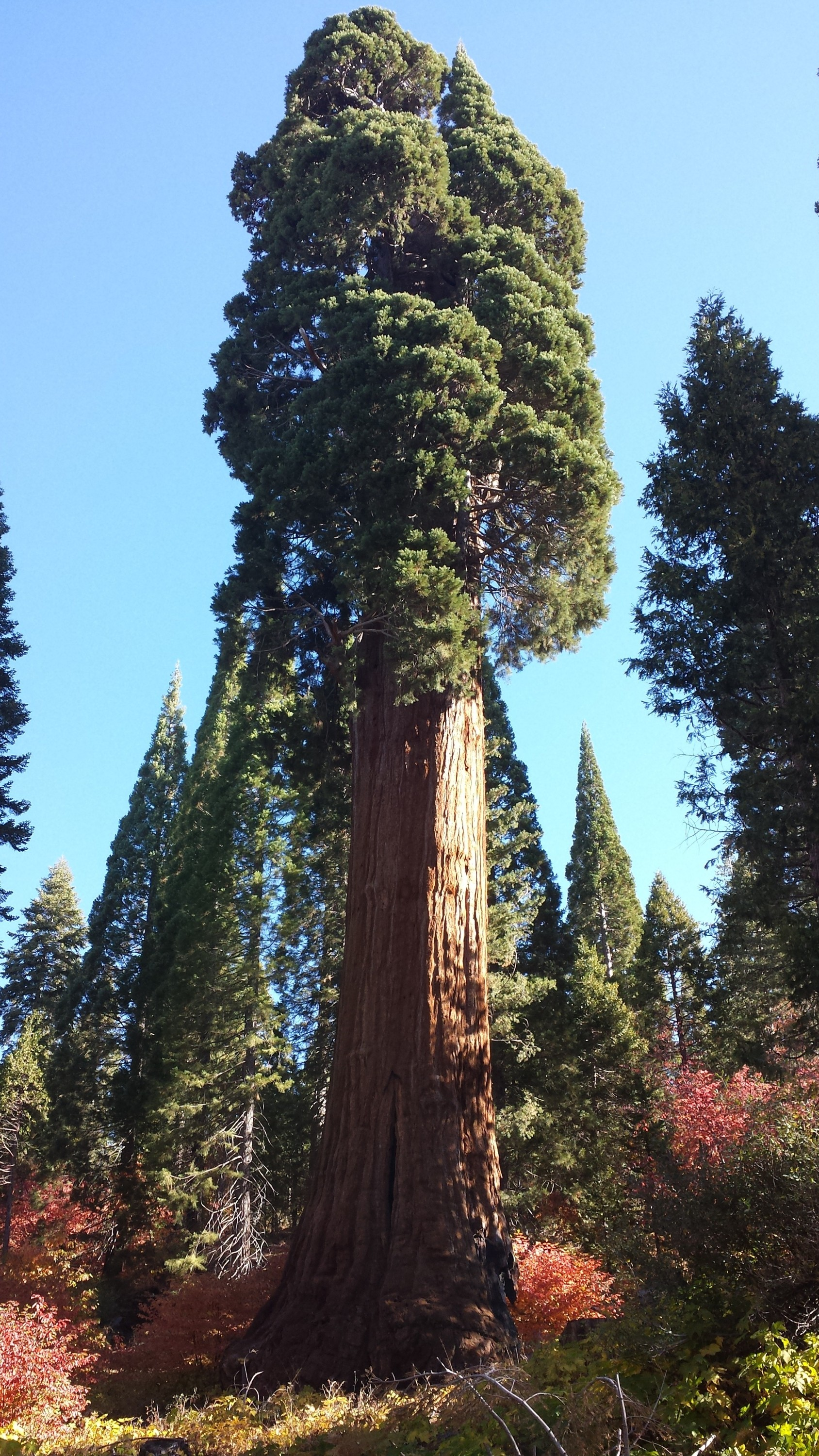
Een reuzensequoia in de Mountain Home Grove.

Het Giant Sequoia National Monument is een 1.326,43 km² groot, federaal beschermd natuurgebied in het zuiden van het Sierra Nevada-gebergte in de Amerikaanse staat Californië. Het omvat 38 standplaatsen van reuzensequoia's (Sequoiadendron giganteum). Dat is ongeveer de helft van alle natuurlijke standplaatsen van de soort. 
Het Giant Sequoia National Monument wordt als onderdeel van het Sequoia National Forest beheerd door de United States Forest Service en is een van de weinige nationale monumenten in het beheer van dat agentschap. Het park kwam tot stand door een presidentiële proclamatie door Bill Clinton in 2000. Het gebied bestaat uit twee aparte delen: een noordelijk deel dat aan het Kings Canyon National Park grenst en een zuidelijk deel grenzend aan het Sequoia National Park en de Tule River Indian Reservation.